# Agrotis
Agrotis é um gênero de traça pertencente à família Arctiidae.